# Schloss Abendantz

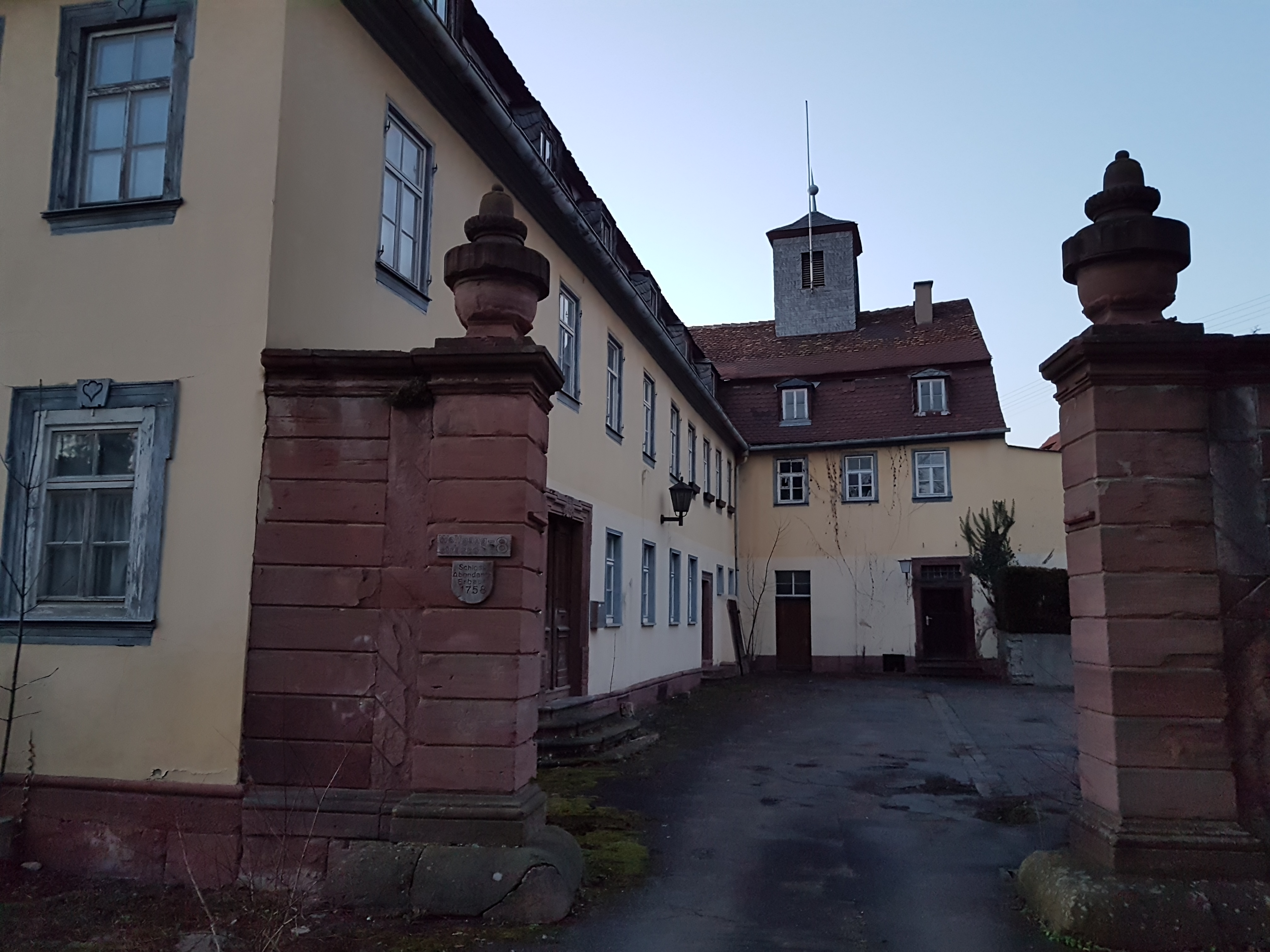
Schloss Abendantz in Distelhausen, heute Feuerwehrhaus

Das Schloss Abendantz, auch Herrenhaus Abendantz, Zobelschloss Abendantz oder Altes Schloss genannt, wurde im 18. Jahrhundert errichtet und befindet sich in der Wolfgangstraße 8 in Distelhausen, einem Stadtteil von Tauberbischofsheim im Main-Tauber-Kreis in Baden-Württemberg. Neben dem Alten Schloss wurde durch die Familie von Zobel mit dem Zobelschloss im 19. Jahrhundert noch ein Neues Schloss in Distelhausen errichtet.

## Geschichte
Das Schloss wurde im Jahre 1758 vom Weinhändler Simon Abendantz im Ortszentrum von Distelhausen nahe der Kirche St. Markus erbaut. Das Gebäude zeugt vom Wohlstand, den Weinhändler im Taubertal im 18. Jahrhundert erreichen konnten. Damals wurde im Taubertal und dessen Seitentälern – auch rings um Distelhausen – noch weitaus mehr Wein angebaut und überregional verkauft.
Der schmucklose zweigeschossige Bau dient heute als Feuerwehrhaus der Freiwilligen Feuerwehr Distelhausen.